# 加藤重信
加藤 重信（かとう しげのぶ）は、日本の外交官。トリニダード・トバゴ駐箚特命全権大使、ヨルダン駐箚特命全権大使を歴任した。

## 経歴・人物
1969年外務省に入省、1970年青山学院大学経済学部卒。英語研修。のちに専門職から一種へ上級登用される。
在シンガポール大使館、在カンボディア大使館を経て、文化交流部文化第一課長、領事移住部参事官、領事移住部担当審議官、シドニー総領事、在トリニダード・トバゴ特命全権大使、在ヨルダン特命全権大使などを歴任。2008年に退官。2008年10月31日退官。11月1日株式会社ジャパン・アイディー特別顧問就任。財団法人外務精励会理事長を務める。青山学院大学の公開講座で、講師を務めたこともあった。